# Risalnik
Risalnik (angleško plotter) je vrsta tiskalnika. Oblikovan je z namenom, da riše vektorske grafe ter linearne risbe, kot so načrti, tlorise, skice delov in raznih mehanizmov. Tisk je mnogo bolj natančen kot ga zmorejo običajni tiskalniki. 
Risalnike uporabljajo na različnih področjih, kot so znanstvena in inženirska dela, razna oblikovanja in dizajn, v arhitekturi in drugih področjih. Večina risalnikov je monokromih, kar pomeni, da tiskajo le črno-belo, obstajajo pa tudi takšni, ki tiskajo v barvah (enostavnejši v 4 barvah, bolj izdelani pa zmorejo tiskati tudi do 8 različnih barv).

## O risalnikih
Prvi risalniki so imeli peresa različnih debelosti in barv. V sodobnem času pa se pogosto uporabljajo  risalniki, ki vbrizgajo barve, tako kot navadni tiskalniki. To omogoča, da z  večjo zmogljivostjo, hitrostjo in na enostavnejši način rišejo celo nelinearne risbe, z nešteto barv in odtenkov. Druga prednost teh risalnikov je, da so zelo tihi, hitrejši ob prejšnjih in bolj natančni. 
Velikost risalnikov je odvisna od uporabnosti oz. od zahteve uporabnika: za profesionalne risbe običajno uporabljajo risalnike, ki so široki do 137 cm, medtem ko se za ne tako natančne risbe in grafe uporabljajo risalniki od 91 do 111 cm širine.

## Risalnik na peresa
Risalnik na peresa riše z mehanskim premikanjem peres po površini papirja. Zaradi tega je njegova uporaba omejena bolj na linearne slike in ne zmore risati kompleksnih risb ali črk s hitrostjo, kot jih zmore običajni tiskalnik. Enako ni primeren za barvanje in polnjenje polj, ker bi to zmogel le z večkratnim nanosom barv,  s tem pa se peresa hitro izrabijo in učinek ne bi bil zadovoljiv, razen ko barva neko polje z vzporednimi črtami, lahko tudi tako, da se medseboj križajo. Ti risalniki imajo nastavek s peresi z različno debelino in barvo črt. 
Risalnik izvaja premik peresa s pomočjo dveh motorjev, ki se vklapljata izmenično: prvi premika os X drugi pa os Y. Motor, ki premika os X, usmeri peresa po širini papirja, medtem ko motor na osi Y lahko izvaja dva premika hkrati: lahko premika peresa navpično. Tako rišejo manjši risalniki, ki se uporabljajo za grafe in slike v formatu A4 in za obdelavo plastičnih površin ter drugih materialov. 
Lahko pa tudi premika papir, ki je v tulcu ali valjarju kot samostojni listi papirja.

## Risalnik na izbrizg
Namesto peres uporablja injektivne ali brizgalne kartuše črnila tako, kot jih uporabljajo navadni tiskalniki. Riše pa tako, da izbrizga črnilo v smeri od zgoraj navzdol. Pri tem se mu ni treba vračati na isto točko kot v prejšnjem, in ne spreminja hitrosti premikanja. Hitrejši so kot risalniki na  peresa, nanos odtenkov pa je bolj enakomeren. Zelo je primeren za izvajanje slik in fotografij.

## Papir
Nekateri modeli uporabljajo standardne formate papirja, kot so A4 in A3, večina modelov pa uporablja papir v rolah. Ti modeli omejujejo risbo le po širini, glede na širino  risalnika, medtem ko jo na dolžino omejuje le količina papirja. To je zelo uporabno v nekaterih konkretnih delih. Ko je enkrat risba zaključena, pa sam risalnik prereže papir tako, da nastane na primer načrt na A2-formatu.
Za risalnike se sme uporabljati razne vrste papirja, s tem da se določi debelost, fleksibilnost (če je preveč fleksibilen, ga risalnik ne more kakovostno premikati oz. uporabljati) in hrapavost, da se lažje prime. 

## Nadzor
Običajno je na risalnik priključenih več računalnikov. Nadzor risalnika se izvaja s pomočjo interfaze Ethernet ali druge podobne. Lahko pa tudi prek priključka RS232, ki omogoča kompatibilnost s starejšimi modeli. 
Za posebne aplikacije obstajajo tudi interfaze GPIB, Centronik, itd.
Slika oz. graf nastane z grafičnim programom HPGL (HP), Postcript (Adobe) idr. Nekateri neposredno, le s povezavo, sprejmejo določeno količino grafičnih formatov, kot so JPEG, DXF idr. 
Če primerjamo z navadnimi tiskalniki, čigar prvotni namen je bil tiskanje besedil, so ti tiskalniki lažje nadzorovani – računalnik pošlje besedilo tiskalniku in nastane natisnjen list. Risalniki so bili zgrajeni za tiskanje risb in slik, zato je bilo potrebno ustvariti opisni jezik strani, ki vključuje podrobene informacije, kot so »nariši premico, na njej sta točki a in b.
Najbolj običajna jezika nazora risalnikov, na podlagi ASCII sta HPGL2 Heweltt Packarda in DPML Houstona Instruments, z ukazi »PA 3000, 2000; PD«.
Po navadi programerji FORTRAN in BASIC niso programirali navodil direktno; uporabljali so raje softwareove pakete, kot so Calcomp, ali samostojne grafične pakete, kot DIsSPLA. Ti so navodila pretvarjali iz realnih v virtualne ukaze. Če omenimo BASIC HP 9830 je za pisanje programa risalnika uporabljal bolj enostavno obliko kot je današnja C#NET-ova. Na primer, za sliko X*X je ukaz sledeči:
```
10 SCALE –1,1,1,1
20 FOR X=-1 to  STEP 0.1
30 PLOT X, X*X
40 NEXT X
50 PEN
60 END
```

Prvi risalniki (na primer Calcomp 565 leta 1959) so delovali tako, da so morali postaviti papir na valjar, ki je premikal papir naprej in nazaj za premikanje na osi X, medtem ko se je pero premikalo naprej in nazaj na osi Y.
V 80. letih so risalniki za risanje postali popularni za domačo uporabo. Vendar so bili prepočasni za običajno tiskanje besedil in je bilo za tako tiskanje potrebno uporabljati drug tiskalnik. Ko so na tržišče prišli tiskalniki, ki so izbrizgali črnilo in celo laserski, ki so imeli visoko resolucijo, so risalniki izginili iz tržišča. 
Risalniki so zlasti uporabni pri tehničnem risanju in druge rabe CAD-a, ker  omogočajo uporabo velikega papirja in ker imajo visoko ločljivost. 
Risalnike se uporablja tudi za pisavo slepih in slabovidnih.
V današnjem času, so risalnike pogosto nadomestili s tiskalniki za velike mere papirja, ki izbrizgavajo črnilo na papir in te imenujejo zdaj risalniki, kar ni pravilno, ker delujejo po drugem principu.